# Cem Adrian
Pour les articles homonymes, voir Adrian.
Cem Adrian, Cem Filiz de son vrai nom, né le 30 novembre 1980 à Edirne, est un chanteur turc, auteur-compositeur-interprète, producteur et réalisateur. Il est connu pour sa capacité à chanter de la basse au soprano car ses cordes vocales sont trois fois plus longues que celles d'une personne normale.

## Biographie
Cem Adrian est né en 1980 à Edirne en Turquie, deuxième enfant d'une famille originaire de l'ex-Yougoslavie. Il a commencé ses études de musique et a publié ses premiers enregistrements au terme de son enseignement secondaire.

## Carrière
Adrian a commencé sa carrière dans la radio à 18 ans pendant environ six ans. En même temps, il a étudié le théâtre et la photographie. Il a enregistré environ 250 chansons originales dans les studios de la station de radio où il a travaillé.
En 2003, il a joué en tant que chanteur et danseur du groupe de musique ethnique Mystica qu'il a fondé à Istanbul.
À l'automne de 2004, il a commencé ses études comme un « étudiant spécial » à la Faculté de musique et des arts de l'université de Bilkent à l'invitation de Fazıl Say.
En février 2005, Adrian a sorti son premier album Ben Bu Sarkiyi Sana Yazdim (J'ai composé cette musique pour toi). Cet album comprend les chansons qu'il avait enregistrées lui-même entre 1997 et 2003 à Edirne, et des enregistrements live de son travail scolaire avec Fazil Say. Cet album démo a été vendu en 16 000 exemplaires,
Il a joué dans une série de concerts qui a débuté avec Babylone en 2005 à Istanbul et a continué avec la première de la Saison de musique de Hambourg avec le Festival de Jazz de Brême, avec Fazıl Say et Burhan Ocal.
En 2006, il a commencé à travailler sur son deuxième album auto-produit, qui a été publié en novembre de cette année sous le nom Ask Bu Gece Sehri Terk Etti.
En 2008, il a sorti deux albums, Essentials / Seçkiler et Emir, et compose la musique pour le film Sıcak d'Abdullah Oguz, où il a également joué le rôle d'un jeune imam.

## Discographie
- 2005: Ben Bu Şarkıyı Sana Yazdım
- 2006: Aşk Bu Gece Şehri Terk Etti
- 2008: Essentials / Seçkiler
- 2008: Emir
- 2010: Kayıp Çocuk Masalları
- 2012: Siyah Bir Veda Öpücüğü
- 2013: Şeker Prens ve Tuz Kral
- 2014: Cam Havli (Umay Umay ile birlikte)
- 2014: Sana Bunları Hiç Bilmediğin Bir Yerden Yazıyorum